# Eleição municipal de Jaboatão dos Guararapes em 2016
A eleição municipal da cidade brasileira de Jaboatão dos Guararapes ocorreu no dia 2 de outubro de 2016 para eleger um prefeito, um vice-prefeito e 27 vereadores para a administração municipal. O prefeito titular, Elias Gomes, do PSDB, não poderia concorrer a um terceiro mandato, já que a Constituição brasileira permite apenas o cumprimento de 2 mandatos consecutivos.
No primeiro turno, o deputado federal Anderson Ferreira, do PR, venceu Neco (PDT), recebendo 99.670 votos, contra 87.490 de seu rival. Já no segundo turno, outra vitória de Anderson, que angariou 171.056 sufrágios, enquanto que o pedetista obteve 121.326.

## Legislação eleitoral
As convenções partidárias para a escolha dos candidatos ocorreram entre 20 de julho e 5 de agosto. A propaganda eleitoral gratuita foi exibida entre 26 de agosto e 29 de setembro.
Segundo a lei eleitoral em vigor, o sistema de dois turnos - caso o candidato mais votado recebesse menos de 50% +1 dos votos - está disponível apenas em cidades com mais de 200 mil eleitores. Nas cidades onde houver segundo turno, a propaganda eleitoral gratuita voltará a ser exibida em 15 de outubro e terminará em 28 de outubro.

## Eleição majoritária

### Candidaturas do primeiro turno
| Nº | Candidato(a) (em ordem alfabética) | Partido | Vice-candidato(a)           | Coligação                                                                                           |
| -- | ---------------------------------- | ------- | --------------------------- | --------------------------------------------------------------------------------------------------- |
| 11 | Pastor Cleiton Collins             | PP      | Dr. Roberval Gois (PP)      | "Frente por Amor a Jaboatão" (PP, PMN)                                                              |
| 12 | Neco                               | PDT     | Belarmino Silva (PTdoB)     | "Resgatando Jaboatão" (PDT, PTdoB, PEN)                                                             |
| 13 | Inaldo Metalúrgico                 | PT      | Roberto Gomes (PT)          | Partido não coligado                                                                                |
| 21 | Adelson Veras                      | PCB     | Gilberto Vicente (PCB)      | Partido não coligado                                                                                |
| 22 | Anderson Ferreira                  | PR      | Ricardo Valois (PR)         | "Muda Jaboatão" (PR, PTN, DEM, PTB, PSL, PMB, PSC, PRB)                                             |
| 29 | Adilson de Souza                   | PCO     | Eliton Lira (PCO)           | Partido não coligado                                                                                |
| 40 | Heraldo Selva                      | PSB     | Conceição Nascimento (PSDB) | "Frente de Jaboatão Avança Mais" (PSB, PSDB, PMDB, PHS, PCdoB, PPS, PV, PSD, PSDC, PROS, REDE, PTC) |
| 77 | Edmar de Oliveira                  | SD      | Zé Coelho (PRTB)            | "É da Gente, É pra Mudar" (SD, PRTB, PPL)                                                           |

## Resultados

### Prefeito

#### Primeiro turno
| Candidato(a)                | Vice                        | 1.º turno 2 de outubro de 2016 | 1.º turno 2 de outubro de 2016 | 2.º turno 30 de outubro de 2016 | 2.º turno 30 de outubro de 2016 |
| Candidato(a)                | Vice                        | Total                          | Percentagem                    | Total                           | Percentagem                     |
| --------------------------- | --------------------------- | ------------------------------ | ------------------------------ | ------------------------------- | ------------------------------- |
| Anderson Ferreira (PR)      | Ricardo Valois (PR)         | 99.670                         | 34,28%                         | 171.057                         | 58,50%                          |
| Neco (PDT)                  | Belarmino Silva (PTdoB)     | 87.490                         | 30,09%                         | 121.326                         | 41,50%                          |
| Heraldo Selva (PSB)         | Conceição Nascimento (PSDB) | 59.242                         | 20,37%                         | Não participaram                | Não participaram                |
| Pastor Cleiton Collins (PP) | Dr. Roberval Gois (PP)      | 39.076                         | 13,44%                         | Não participaram                | Não participaram                |
| Inaldo Metalúrgico (PT)     | Roberto Gomes (PT)          | 3.807                          | 1,31%                          | Não participaram                | Não participaram                |
| Adelson Veras (PCB)         | Gilberto Vicente (PCB)      | 1.130                          | 0,39%                          | Não participaram                | Não participaram                |
| Adilson de Souza (PCO)      | Eliton Lira (PCO)           | 350                            | 0,12%                          | Não participaram                | Não participaram                |
| Edmar de Oliveira (SD)      | Zé Coelho (PRTB)            | 0                              | 0%                             | Não participaram                | Não participaram                |
| Total de votos válidos      | Total de votos válidos      | 290.765                        | 78,95%                         | 292.383                         | 82,75%                          |
| → Votos em branco           | → Votos em branco           | 30.852                         | 8,38%                          | 18.070                          | 5,11%                           |
| → Votos nulos               | → Votos nulos               | 46.696                         | 12,68%                         | 42.875                          | 12,13%                          |
| Total                       | Total                       | 368.313                        | 100%                           | 353.328                         | 100%                            |
| Abstenções                  | Abstenções                  | 75.539                         | 17,92%                         | 90.524                          | 20,40%                          |
| Total de inscritos          |                             |                                |                                |                                 |                                 |

| Partido | Partido | Candidato              | Votos   | Votos (%) |
| ------- | ------- | ---------------------- | ------- | --------- |
|         | PR      | Anderson Ferreira      | 99 670  | 34,28%    |
|         | PDT     | Neco                   | 87 490  | 30,09%    |
|         | PSB     | Heraldo Selva          | 59 242  | 20,37%    |
|         | PP      | Pastor Cleiton Collins | 39 076  | 13,44%    |
|         | PT      | Inaldo Metalúrgico     | 3 807   | 1,31%     |
|         | PCB     | Adelson Veras          | 1 130   | 0,39%     |
|         | PCO     | Adilson de Souza       | 350     | 0,12%     |
|         | SD      | Edmar de Oliveira      | 0       | 0%        |
| Totais  | Totais  | Totais                 | 290 765 |           |

| Partido | Partido | Candidato         | Votos   | Votos (%) |
| ------- | ------- | ----------------- | ------- | --------- |
|         | PR      | Anderson Ferreira | 171 057 | 58,5%     |
|         | PDT     | Neco              | 121 326 | 41,5%     |
| Totais  | Totais  | Totais            | 292 383 |           |

### Vereadores eleitos
Foram eleitos 27 vereadores para compor a Câmara Municipal de Jaboatão dos Guararapes. O PSDB e PSD foram os partidos que elegeram o maior número de candidatos: 3 no total. PTdoB, PR, PP e PSB elegeram 2 representantes cada um.